# 瑞典 (喬治亞州)
瑞典（英語：Sweden）是位於美國喬治亞州皮肯斯縣的一個鬼鎮。由於此地已於1923年被荒廢，本地已無人居住。

## 地理
瑞典的座標為34°32′36″N 84°38′31″W / 34.54333°N 84.64194°W，而該地的平均海拔高度為361米（即1184英尺）。